# Charles Toth
Charles Toth ist ein ehemaliger US-amerikanischer Basketballtrainer.

## Leben
Der aus Morgantown (US-Bundesstaat West Virginia) stammende Toth studierte Sport an der West Virginia University und erlangte 1966 seinen Abschluss. Er arbeitete als Lehrer an der Chesterville Junior High School in Sparta (Bundesstaat Ohio) sowie in West Virginia an der Valley High School und der Magnolia High School. Im Auftrag der US-Streitkräfte ging er nach Europa und unterrichtete ab 1980 mehrere Jahre lang an amerikanischen Schulen in Deutschland (Würzburg, Frankfurt am Main, Gießen, Bitburg, Osterholz-Scharmbeck) und England. Zusätzlich zu seiner Lehrtätigkeit trainierte Toth in Deutschland die Basketballmannschaft des OSC Bremerhaven, dann ab 1988 den Bundesligisten MTV Gießen, den er im Spieljahr 1988/89 betreute. Er arbeitete fortan an seinem Master-Studienabschluss, den er 1991 an der National Louis University im Fach Lehrplangestaltung erlangte. Ab 2000 war er für die Lehrpläne der amerikanischen Schulen in Bayern verantwortlich. Ab 2004 leitete Toth den Betrieb der Schulen für Kinder von US-Militärbediensteten in Korea, 2008 kehrte er in die Vereinigten Staaten zurück, zog in den Bundesstaat Virginia und übernahm die Gesamtleitung für die Lehrpläne von 192 US-Schulen weltweit.